# Servigny
Servigny is een plaats en voormalige gemeente in het Franse departement Manche in de regio Normandië en telt 200 inwoners (2017). De plaats maakt deel uit van het arrondissement Coutances.

## Geschiedenis
Servigny maakte deel uit van het kanton Saint-Malo-de-la-Lande tot dit op 22 maart werd opgeheven en de gemeente werd opgenomen in het kanton Coutances.
Op 1 januari 2019 werd de gemeente opgeheven en werd Servigny een commune déléguée Gouville-sur-Mer, die verder in het kanton Agon-Coutainville. Op 5 maart 2020 werd Servigny ook naar dit kanton overgeheveld.

## Geografie
De oppervlakte van Servigny bedraagt 4,0 km², de bevolkingsdichtheid is 40,0 inwoners per km².
De onderstaande kaart toont de ligging van Servigny met de belangrijkste infrastructuur en aangrenzende gemeenten.

## Demografie
Onderstaande figuur toont het verloop van het inwonertal (bron: INSEE-tellingen).

Anneville-sur-Mer · Boisroger · Gouville-sur-Mer · Montsurvent · Servigny